# Anissovski
Anissovski (en rus: Анисовский) és un poble (un possiólok) de l'óblast de Saràtov, a Rússia, segons el cens del 2010 tenia 1.369 habitants. Pertany al districte municipal d'Engels.